# UfoCom
UfoCom hoặc UFOCOM là viết tắt của Belarusian UFOlogical COMmunity (tên trước đây và tên nội bộ: Ủy ban UFO học Belarus) là một tổ chức công phi thương mại, phi chính phủ, không đăng ký tại Belarus. UfoCom do nhóm những người đam mê, chủ yếu là sinh viên thuộc Học viện Nông nghiệp Nhà nước Belarus thành lập vào năm 2001 tại Horki, Belarus, chủ yếu nghiên cứu các hiện tượng huyền bí tại khu vực địa phương. Sau đó, nhóm đã phát triển thành một cộng đồng tình nguyện viên được kết nối trên toàn quốc, thực hiện các dự án nghiên cứu phân tích và giám sát hoạt động của UFO tại địa phương và trên khắp cả nước.

## Quan hệ với Kosmopoisk
Kể từ năm 2005, UfoCom đã là một phần của phong trào quốc tế Kosmopoisk, chính thức đóng vai trò là văn phòng không đăng ký và nút công khai cho mạng lưới nghiên cứu dị thường/UFO toàn CIS. Các cuộc họp thực địa hàng năm toàn Belarus được Kosmopoisk và UfoCom đồng tổ chức ở những địa điểm trên khắp cả nước được coi là đáng chú ý và hấp dẫn nhất theo quan điểm của giới nghiên cứu UFO. Điều phối viên của UfoCom cũng đóng vai trò là điều phối viên cho chi nhánh khu vực Belarus của Kosmopoisk Unity (Kosmopoisk-Belarus). Từ năm 2006, điều phối viên của UfoCom là Ilya Butov.

## Quan hệ với Giáo hội Chính thống giáo
Năm 2005, UfoCom được đưa vào danh sách các tổ chức tôn giáo phá hoại của Belarus do một loạt bài báo không thân thiện đối với nhà thờ, do lãnh đạo trước đây của UfoCom tên là Ruslan Linnik xuất bản. Vấn đề cuối cùng đã được giải quyết là nhờ Linnik rút khỏi các hoạt động của UfoCom vào năm 2006.

## Cơ cấu tổ chức
UfoCom bao gồm một số nhóm địa phương ở các thành phố lớn ở Belarus, hoạt động tích cực nhất ở Minsk và Brest, cũng như ở Vitebsk, Horki và các khu vực khác, cùng với một số thành viên cá nhân và thành viên tương ứng từ Belarus và nước ngoài. Ngoài ra, còn tồn tại một nhóm thám hiểm đô thị đặc biệt có tên là Diggers of Brest, chuyên thực hiện nghiên cứu về các địa điểm dưới lòng đất như Pháo đài Brest và các công sự cổ xưa và bị bỏ hoang từ thời Xô Viết, và một nhóm khảo cổ có tên là Artefact. UfoCom tập trung nghiên cứu các hiện tượng dị thường khác nhau (UFO, vòng tròn đồng ruộng, yêu tinh phá hoại), các địa điểm va chạm thiên thạch, các di tích lịch sử dân sự, quân sự và tôn giáo. Nghiên cứu được tiến hành với sự hợp tác chặt chẽ với Viện Hàn lâm Khoa học Quốc gia Belarus và các cơ sở của Viện này.

## Hợp tác và đối tác

### Hoạt động nghiên cứu chung
UfoCom tham gia rộng rãi và hỗ trợ các sáng kiến nối nối mạng lưới khác nhau (chủ yếu dựa trên Kosmopoisk) ở Belarus:
| Dự án   | Hoạt động và nghiên cứu | Kết quả đạt được |
| Infra-S | Nghiên cứu công cụ về hiện tượng hồng ngoại du hành, tổ chức quan sát qua mạng với các thiết bị quang điện tử nghiệp dư kinh phí thấp                            | Các nguồn lực không xác định (giống như chùm tia LIDAR) với sự thay đổi biên độ khoảng 0,4 Hz được phát hiện vào năm 2008 |
| Tonnel  | Tìm kiếm và thăm dò thực địa những cơ sở dưới lòng đất, có thể liên quan đến hiện tượng UFO và ảnh hưởng khả dĩ của chúng đối với tiến trình trong môi trường    | Một số di chỉ khảo cổ (không liên quan đến UFO) được phát hiện và điều tra                                                |
| Dromos  | Một cuộc tìm kiếm và điều tra các địa điểm thường xuyên xuất hiện UFO, bị nghi ngờ là căn cứ của UFO và dấu hiệu của hệ thống vận chuyển ngoài Trái Đất giả định | Một số địa điểm nghi là cứ điểm của UFO đã được xác định ở Belarus                                                        |

### Giải thưởng
Kể từ năm 2005, một số thành viên UfoCom và các hoạt động vừa triển khai được đề cử giải thưởng thường niên Kosmopoisk. Năm 2007, hai tình nguyện viên UfoCom đã được trao bằng khen từ March for Parks, do chương trình môi trường quốc tế của Trung tâm Bảo tồn Đa dạng sinh học Nga tổ chức (lần đầu tiên trong lịch sử hậu Liên Xô, các thành viên của cộng đồng UFO nhận được giải thưởng cho các hoạt động bảo vệ thiên nhiên).

### Truyền thông đưa tin
UfoCom thu thập và cung cấp cả một thư viện tài liệu khác nhau dành cho việc nghiên cứu hiện tượng dị thường, bao gồm cả các vật phẩm quý hiếm. Để thúc đẩy nghiên cứu và kết quả của chúng, tổ chức này còn xuất bản tờ báo định kỳ Anatomy of Phenomena trên cơ sở phi thương mại.

## Nghiên cứu và thám hiểm nổi bật

### Hoạt động thực địa
- Điều tra và khai quật địa điểm va chạm thiên thạch Stolbtsovsky.[4]
- Khám phá hầm chỉ huy chưa từng được biết đến của Adolf Hitler ở Belarus.[5]
- Nghiên cứu về di chỉ khảo cổ Kupa, nơi được cho là 'Stonehenge của Belarus'.[6]
- Điều tra địa điểm vòng tròn cây trồng tuyết.[7]